# أوزات-لو-كومبيلي
أوزات-لو-كومبيلي (Auzat-la-Combelle) بلدية فرنسية تقع في إقليم بأي دي دومي التابع لمنطقة أوڤرن وسط فرنسا . 

## أعلام
- إميل أنتونيو